# Tonight (데이비드 보위의 음반)
| 전문가 평가                   | 전문가 평가 |
| 평가 점수                     | 평가 점수   |
| 출처                          | 점수        |
| ----------------------------- | ----------- |
| AllMusic                      | [ 1 ]       |
| Christgau's Record Guide      | C           |
| Encyclopedia of Popular Music | [ 3 ]       |
| MusicHound Rock               | 1/5         |
| Pitchfork                     | 4.3/10      |
| The Rolling Stone Album Guide | [ 6 ]       |

《Tonight》는 1984년 9월 24일, EMI를 통해 발매된 영국의 싱어송라이터 데이비드 보위의 열여섯 번째 스튜디오 음반이다. 그의 가장 상업적으로 성공한 음반 《Let's Dance》 (1983년)의 후속곡은 1984년 중반 캐나다 모린하이트의 르 스튜디오에서 Serious Moonlight Tour가 끝난 후 녹음되었다. 《Tonight》의 음악은 팝, 블루아이드 솔, 댄스, 록으로 특징지어져 왔다. 비록 일부 곡들이 R&B와 레게의 영향을 포함하지만, 보위가 최근에 끌어들인 새로운 청중을 유지하려는 노력 때문에 이 음반의 사운드의 대부분은 이전 곡과 같다.
보위, 데릭 브램블, 휴 패덤이 음반을 프로듀싱했다. 보위의 창작 과정의 대부분은 그가 《Let's Dance》에 사용한 것과 같았다. 《Let's Dance》와 Serious Moonlight Tour의 많은 같은 사람들이 《Tonight》 세션에 참가하기 위해 돌아왔다. 전작과 마찬가지로, 보위는 《Tonight》에서 악기를 연주하지 않았고, 대신 세션 동안 음악가들에게 창의적인 의견을 거의 제공하지 않았다. 투어에서 얻은 새로운 아이디어가 없어서 보위는 오직 두 곡의 새로운 노래만을 직접 작곡했다. 타이틀곡을 포함한 3곡은 대부분 세션에 참여했고 여러 곡을 공동 작사, 작곡한 이기 팝 곡의 커버곡이었다. 타이틀곡은 가수 티나 터너와의 듀엣곡이다. 유화를 배경으로 파란색으로 칠해진 보위가 그려진 이 작품은 마이크 해거티가 디자인했다.
싱글 〈Blue Jean〉, 〈Tonight〉, 〈Loving the Alien〉의 지원을 받은 《Tonight》은 영국 음반 차트에서 1위에 오르며 상업적인 성공을 거두었다. 그러나 음악 평론가들로부터 대부분 좋지 않은 평가를 받았고, 대부분은 창의성의 부족에 주목했다. 1987년 그의 다음 스튜디오 음반 《Never Let Me Down》의 비판적인 해고에 이어, 보위는 나중에 이 시기에 대해 불만을 표시하면서 《Tonight》은 그의 더 강한 노력 중 하나가 아니라고 말했다. 그는 이 음반을 지원하기 위해 투어를 하지 않았고 후속 투어에서 〈Loving the Alien〉과 〈Blue Jean〉만 공연했다. 이후 평론가들과 보위의 전기 작가들은 일반적으로 《Tonight》을 그의 가장 약한 발표들 중 하나로 간주한다. 이 음반은 박스 세트인 《Loving the Alien (1983-1988)》의 일부로 2018년에 리마스터드되었다.

## 배경
1983년 4월, 데이비드 보위는 열다섯 번째 스튜디오 음반 《Let's Dance》를 발매했다. 이 영화는 상업적으로 큰 성공을 거두었고, 보위를 세계적인 스타덤에 올려놓았다. 그는 1983년 5월부터 12월까지 Serious Moonlight Tour로 이 음반을 지원했다. 비록 큰 성공을 거두었지만, 보위는 나중에 이 투어가 혼합된 축복이라는 것을 알게 되었고, 그가 더 이상 그의 관객들을 알지 못한다는 것을 깨달았다. Serious Moonlight Tour의 스트레스 때문에, 보위는 자신이 창조적인 교착 상태에 있다는 것을 발견했고, 그는 투어가 항상 새로운 아이디어를 결여하게 만들었다고 나중에 인정하였다. 투어가 끝나자 보위는 친구인 가수 이기 팝과 함께 발리섬과 자와섬으로 휴가를 떠났다. 전기 작가 니콜라스 페그는 보위가 〈China Girl〉을 녹음할 때까지 팝의 운명은 1979년 이후로 줄어들고 있었고 그는 끊임없이 투어를 해야 했다고 썼다. 함께 휴가를 보낸 후, 보위는 팝과 함께 다음 음반을 작업하기를 열망했다. 보위는 새 음반을 녹음할 준비가 부족하다고 느꼈지만, 음반사의 후속 음반 발매 압력으로 1984년 봄 준비되지 않은 채 스튜디오로 들어갔다.

## 곡 목록
| #  | 제목                         | 작사·작곡                | 재생 시간 |
| -- | ---------------------------- | ------------------------ | --------- |
| 1. | 〈Loving the Alien〉         | 데이비드 보위            | 7:11      |
| 2. | 〈Don't Look Down〉          | 이기 팝, 제임스 윌리엄슨 | 4:11      |
| 3. | 〈God Only Knows〉           | 브라이언 윌슨, 토니 애셔 | 3:08      |
| 4. | 〈Tonight (with 티나 터너)〉 | 보위, 팝                 | 3:46      |

| #  | 제목                                         | 작사·작곡                           | 재생 시간 |
| -- | -------------------------------------------- | ----------------------------------- | --------- |
| 1. | 〈Neighborhood Threat〉                      | 보위, 팝, 리키 가디너               | 3:12      |
| 2. | 〈Blue Jean〉                                | 보위                                | 3:11      |
| 3. | 〈Tumble and Twirl〉                         | 보위, 팝                            | 5:00      |
| 4. | 〈I Keep Forgettin'〉                        | 제리 리버, 마이크 스톨러, 길 가필드 | 2:34      |
| 5. | 〈Dancing with the Big Boys (with 이기 팝)〉 | 보위, 팝, 카를로스 알로마           | 3:34      |

## 인증
| 국가                       | 인증        | 판매량/출하량 |
| -------------------------- | ----------- | ------------- |
| 캐나다 (뮤직 캐나다)       | 2× 플래티넘 | 200,000^      |
| 프랑스 (SNEP)              | 골드        |               |
| Japan (Oricon Charts)      | —           | 153,000       |
| 뉴질랜드 (RMNZ)            | 골드        | 7,500^        |
| 스페인 (PROMUSICAE)        | 골드        | 50,000^       |
| 영국 (BPI)                 | 골드        | 100,000^      |
| 미국 (RIAA)                | 플래티넘    | 1,000,000^    |
| ^출하량을 기반으로 한 인증 |             |               |